# 農林水産大臣政務官
農林水産大臣政務官（のうりんすいさんだいじんせいむかん、英語: Parliamentary Secretary for Agriculture, Forestry and Fisheries）は、日本の農林水産省を担当する大臣政務官。

## 概要

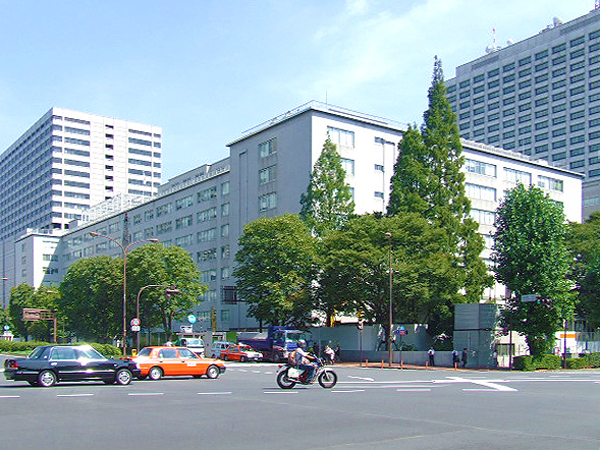
農林水産省が所在する中央合同庁舎第1号館

中央省庁等改革基本法に基づく中央省庁再編にともない、2001年（平成13年）1月6日に設置された。同日付で第2次森改造内閣（中央省庁再編後）が発足し、衆議院議員の金田英行と参議院議員の国井正幸が任命された。
政務を担当し、農林水産大臣を助けるとともに、特定の政策や企画に参画する。国家行政組織法に基づき、定数は2名で運用されている。
ただ、常に2名同時に任命するわけではない。第1次小泉内閣では、衆議院議員の岩永峯一と参議院議員の国井正幸が任命された。しかし、2001年（平成13年）9月21日に国井のみ退任し、後任に参議院議員の岩永浩美が就任している。同じく第1次小泉内閣にて、2002年（平成14年）1月8日に岩永峯一のみ退任し、後任に衆議院議員の宮腰光寛が就任している。また、菅第2次改造内閣では、衆議院議員の田名部匡代と松木謙公が任命された。しかし、2011年（平成23年）2月24日に松木のみ退任し、その翌日、後任に衆議院議員の吉田公一が就任した。

## 歴代大臣政務官
| 農林水産大臣政務官 | 農林水産大臣政務官          | 農林水産大臣政務官 | 農林水産大臣政務官 | 農林水産大臣政務官        | 農林水産大臣政務官 | 農林水産大臣政務官 | 農林水産大臣政務官 | 農林水産大臣政務官        | 農林水産大臣政務官 | 農林水産大臣政務官 |
| 内閣               | 内閣                        | 氏名               | 就任日             | 退任日                    | 党派               | 氏名               | 就任日             | 退任日                    | 党派               | 備考               |
| ------------------ | --------------------------- | ------------------ | ------------------ | ------------------------- | ------------------ | ------------------ | ------------------ | ------------------------- | ------------------ | ------------------ |
| 第2次森内閣        | 改造内閣 （中央省庁再編後） | 金田英行           | 2001年1月6日       | 2001年4月26日             | 自由民主党         | 国井正幸           | 2001年1月6日       | 2001年4月26日             | 自由民主党         |                    |
| 第1次小泉内閣      | 第1次小泉内閣               | 岩永峯一           | 2001年5月7日       | 2002年1月8日              | 自由民主党         | 国井正幸           | 2001年5月7日       | 2001年9月21日             | 自由民主党         |                    |
| 第1次小泉内閣      | 第1次小泉内閣               | 岩永峯一           | 2001年5月7日       | 2002年1月8日              | 自由民主党         | 岩永浩美           | 2001年9月21日      | 2002年9月30日             | 自由民主党         | ※1                 |
| 第1次小泉内閣      | 第1次小泉内閣               | 宮腰光寛           | 2002年1月8日       | 2002年9月30日             | 自由民主党         | 岩永浩美           | 2001年9月21日      | 2002年9月30日             | 自由民主党         | ※2                 |
|                    | 第1次改造内閣               | 熊谷市雄           | 2002年10月4日      | 2003年9月22日             | 自由民主党         | 渡邉孝男           | 2002年10月4日      | 2003年9月22日             | 公明党             |                    |
|                    | 第2次改造内閣               | 木村太郎           | 2003年9月25日      | 2003年11月19日            | 自由民主党         | 福本潤一           | 2003年9月25日      | 2003年11月19日            | 公明党             |                    |
| 第2次小泉内閣      | 第2次小泉内閣               | 木村太郎           | 2003年11月20日     | 2004年9月27日             | 自由民主党         | 福本潤一           | 2003年11月20日     | 2004年9月27日             | 公明党             |                    |
|                    | 改造内閣                    | 大口善徳           | 2004年9月30日      | 2005年9月21日             | 公明党             | 加治屋義人         | 2004年9月30日      | 2005年9月21日             | 自由民主党         |                    |
| 第3次小泉内閣      | 第3次小泉内閣               | 大口善徳           | 2005年9月22日      | 2005年10月31日            | 公明党             | 加治屋義人         | 2005年9月22日      | 2005年10月31日            | 自由民主党         |                    |
|                    | 改造内閣                    | 金子恭之           | 2005年11月2日      | 2006年9月26日             | 自由民主党         | 小斉平敏文         | 2005年11月2日      | 2006年9月26日             | 自由民主党         |                    |
| 第1次安倍内閣      | 第1次安倍内閣               | 永岡桂子           | 2006年9月27日      | 2007年（平成19年）8月27日 | 自由民主党         | 福井照             | 20069月27日        | 2007年8月27日             | 自由民主党         |                    |
|                    | 第1次改造内閣               | 谷川弥一           | 2007年8月29日      | 2007年9月26日             | 自由民主党         | 澤雄二             | 2007年8月29日      | 2007年9月26日             | 公明党             |                    |
| 福田康夫内閣       | 福田康夫内閣                | 谷川弥一           | 2007年9月27日      | 2008年8月2日              | 自由民主党         | 澤雄二             | 2007年9月27日      | 2008年8月2日              | 公明党             |                    |
|                    | 改造内閣                    | 江藤拓             | 2008年8月6日       | 2008年9月24日             | 自由民主党         | 野村哲郎           | 2008年8月6日       | 2008年（平成20年）9月24日 | 自由民主党         |                    |
| 麻生内閣           | 麻生内閣                    | 江藤拓             | 2008年9月29日      | 2009年9月16日             | 自由民主党         | 野村哲郎           | 2008年9月29日      | 2009年9月16日             | 自由民主党         |                    |
| 鳩山由紀夫内閣     | 鳩山由紀夫内閣              | 佐々木隆博         | 2009年9月18日      | 2010年6月8日              | 民主党             | 舟山康江           | 2009年9月18日      | 2010年6月8日              | 民主党             |                    |
| 菅直人内閣         | 菅直人内閣                  | 佐々木隆博         | 2010年6月9日       | 2010年9月17日             | 民主党             | 舟山康江           | 2010年6月9日       | 2010年9月17日             | 民主党             |                    |
|                    | 第1次改造内閣               | 田名部匡代         | 2010年9月21日      | 2011年1月14日             | 民主党             | 松木謙公           | 2010年9月21日      | 2011年1月14日             | 民主党             |                    |
|                    | 第2次改造内閣               | 田名部匡代         | 2011年1月18日      | 2011年9月2日              | 民主党             | 松木謙公           | 2011年1月18日      | 2011年2月24日             | 民主党             |                    |
| 吉田公一           | 第2次改造内閣               | 田名部匡代         | 2011年1月18日      | 2011年9月2日              | 民主党             | 2011年2月25日      | 2011年9月2日       | ※3                        | 民主党             |                    |
| 野田内閣           | 野田内閣                    | 仲野博子           | 2011年9月5日       | 2012年1月13日             | 民主党             | 森本哲生           | 2011年9月5日       | 2012年1月13日             | 民主党             |                    |
|                    | 第1次改造内閣               | 仲野博子           | 2012年1月13日      | 2012年6月4日              | 民主党             | 森本哲生           | 2012年1月13日      | 2012年6月4日              | 民主党             |                    |
|                    | 第2次改造内閣               | 仲野博子           | 2012年6月4日       | 2012年10月1日             | 民主党             | 森本哲生           | 2012年6月4日       | 2012年10月1日             | 民主党             |                    |
|                    | 第3次改造内閣               | 梶原康弘           | 2012年10月2日      | 2012年12月26日            | 民主党             | 鷲尾英一郎         | 2010年10月2日      | 2012年12月26日            | 民主党             |                    |
| 第2次安倍内閣      | 第2次安倍内閣               | 稲津久             | 2012年12月26日     | 2013年9月30日             | 公明党             | 長島忠美           | 2012年12月26日     | 2013年9月30日             | 自由民主党         |                    |
| 第2次安倍内閣      | 第2次安倍内閣               | 小里泰弘           | 2013年9月30日      | 2014年9月3日              | 自由民主党         | 横山信一           | 2013年9月30日      | 2014年9月3日              | 公明党             |                    |
|                    | 改造内閣                    | 佐藤英道           | 2014年9月4日       | 2014年12月24日            | 公明党             | 中川郁子           | 2014年9月4日       | 2014年12月24日            | 自由民主党         |                    |
| 第3次安倍内閣      | 第3次安倍内閣               | 佐藤英道           | 2014年12月25日     | 2015年10月9日             | 公明党             | 中川郁子           | 2014年12月25日     | 2015年10月9日             | 自由民主党         |                    |
|                    | 第1次改造内閣               | 佐藤英道           | 2015年10月9日      | 2016年8月5日              | 公明党             | 加藤寛治           | 2015年10月9日      | 2016年8月5日              | 自由民主党         |                    |
|                    | 第2次改造内閣               | 細田健一           | 2016年8月5日       | 2017年8月7日              | 自由民主党         | 矢倉克夫           | 2016年8月5日       | 2017年8月7日              | 公明党             |                    |
|                    | 第3次改造内閣               | 野中厚             | 2017年8月7日       | 2017年11月1日             | 自由民主党         | 上月良祐           | 2017年8月7日       | 2017年11月1日             | 自由民主党         |                    |
| 第4次安倍内閣      | 第4次安倍内閣               | 野中厚             | 2017年11月2日      | 2018年10月2日             | 公明党             | 上月良祐           | 2017年11月2日      | 2018年10月2日             | 自由民主党         |                    |
|                    | 第1次改造内閣               | 濱村進             | 2018年10月2日      | 2019年9月13日             | 公明党             | 高野光二郎         | 2018年10月2日      | 2019年9月13日             | 自由民主党         |                    |
|                    | 第2次改造内閣               | 河野義博           | 2019年9月13日      | 2020年9月18日             | 公明党             | 藤木眞也           | 2019年9月13日      | 2020年9月18日             | 自由民主党         |                    |
| 菅義偉内閣         | 菅義偉内閣                  | 池田道孝           | 2020年9月18日      | 2021年10月6日             | 自由民主党         | 熊野正士           | 2020年9月18日      | 2021年10月6日             | 公明党             |                    |
| 第1次岸田内閣      | 第1次岸田内閣               | 宮崎雅夫           | 2021年10月6日      | 2021年11月11日            | 自由民主党         | 熊野正士           | 2021年10月6日      | 2021年11月11日            | 公明党             |                    |
| 第2次岸田内閣      | 第2次岸田内閣               | 宮崎雅夫           | 2021年11月11日     | 2022年8月12日             | 自由民主党         | 下野六太           | 2021年11月11日     | 2022年8月12日             | 公明党             |                    |
|                    | 第1次改造内閣               | 藤木眞也           | 2022年8月12日      | 2023年9月15日             | 自由民主党         | 角田秀穂           | 2022年8月12日      | 2023年9月15日             | 公明党             |                    |
|                    | 第2次改造内閣               | 舞立昇治           | 2023年9月15日      | 2024年10月3日             | 自由民主党         | 高橋光男           | 2023年9月15日      | 2024年10月3日             | 公明党             |                    |
| 第1次石破内閣      | 第1次石破内閣               | 舞立昇治           | 2024年10月3日      | 2024年11月13日            | 自由民主党         | 庄子賢一           | 2024年10月3日      | 2024年11月13日            | 公明党             |                    |
| 第2次石破内閣      | 第2次石破内閣               | 山本佐知子         | 2024年11月13日     | 現職                      | 自由民主党         | 庄子賢一           | 2024年11月13日     | 現職                      | 公明党             |                    |

- 大臣政務官は同一の職に複数名を任命することがあるため、通常は代数の表記は行わない。そのため、本表では代数の欄は設けない。
- 党派の欄は、就任時の所属政党を記載した。
- ※1 国井正幸のみ退任し、後任に岩永浩美が就任。
- ※2 岩永峯一のみ退任し、後任に宮腰光寛が就任。
- ※3 松木謙公のみ退任し、後任に吉田公一が就任。